# Donatella Versace
Donatella Francesca Versace (Reggio Calabria, 2 maggio 1955) è una stilista, modella e imprenditrice italiana.
Sorella minore di Santo e Gianni Versace, è fra le stiliste più ricche al mondo, con un patrimonio che si aggira attorno ai 400 milioni di dollari.

## Biografia
Nasce a Reggio Calabria il 2 maggio 1955, quartogenita (i fratelli sono Santo, Gianni e Tina, morta da bambina) di Antonio Versace e Francesca Olandese.
Laureata in Lingue all'Università di Firenze, entra nel mondo della moda durante gli anni ottanta, quando Versace si trasferisce a Milano e inizia a imporsi nel mondo del fashion. Inizialmente Donatella si occupa della comunicazione, le pubbliche relazioni e l'immagine del brand. Successivamente il fratello Gianni le affida la direzione del noto marchio Versace Versus  Nel luglio 1998, un anno dopo l'omicidio del fratello per mano di Andrew Cunanan, Donatella disegna la sua prima linea moda Versace.
Prima che nel 2018 Versace fosse venduta a Michael Kors (Capri Holdings) per 2 miliardi di euro (che già aveva acquistato la maison di moda Jimmy Choo), il suo titolo era vice presidente del gruppo e azionista per il 20% dell'intero patrimonio. Il fratello, Santo Versace, ne possedeva il 30%, mentre la figlia, Allegra Versace (nata dal matrimonio col modello Paul Beck) era proprietaria del 50% del patrimonio, percentuale acquisita dopo la morte dello zio Gianni, fondatore della maison. Ad oggi Donatella rimane capo progettista e direttore artistico della linea di moda e assieme al fratello Santo e alla figlia Allegra possiede azioni della casa di moda per un ammontare di circa 200 milioni di euro. Nel 2000 Donatella Versace realizza il celebre vestito verde trasparente che indosserà Jennifer Lopez in occasione dei Grammy Awards 2000, e che attirerà su di sé gli occhi e le critiche della stampa, diventando un pezzo iconico del mondo della moda.
Nel 2005 idea i costumi per il lavoro di Francesco Vezzoli, Trailer for a Remake of Gore Vidal's Caligula, presentato alla 51ª Biennale di Venezia.
Inoltre Donatella Versace ha preso parte ad alcuni documentari su personaggi del mondo della moda e dello spettacolo: Valentino - L'ultimo imperatore (2008), Mademoiselle C (2013), Dior and I – Una sfida creativa (2014) e Gaga: Five Foot Two (2017). Nel 2013 Lady Gaga – cantante e grande amica di Donatella Versace – dedica un brano alla stilista, chiamato Donatella, all'interno dell'album Artpop. Nel 2002 una selezione dei suoi abiti più belli e iconici è stata esposta al Victoria and Albert Museum di Londra. 
Donatella Versace è molto attiva sui social, dove spesso racconta le sue creazioni e le ispirazioni che la portano a creare gli abiti Versace. È amica dei più grandi nomi dello star system internazionale, tra cui Madonna, Elton John, Prince, Naomi Campbell.

## Cinema
- Nel 1998, il personaggio della stilista è interpretato da Dania Deville nel film The Versace Murder.
- Nel 2001, Donatella Versace è apparsa in un breve cameo nel film comico ispirato all'industria della moda Zoolander.
- Nel film Una bionda in carriera (2003), sequel di La rivincita delle bionde, la protagonista Elle Woods (Reese Witherspoon) chiede di "Donatella" quando si trova al laboratorio di esperimenti scientifici "Versace".
- All'interno del Saturday Night Live l'attrice Maya Rudolph ha interpretato una parodia della Versace.
- Viene fatto più volte riferimento al suo nome nel film Il diavolo veste Prada (2006).
- Nella prima stagione di Ugly Betty (2006-2007), il personaggio di Fabia (Gina Gershon) è una parodia della stilista.
- Lady Gaga le dedica il brano Donatella all'interno dell'album Artpop (2013), oltre ad un verso della canzone Cake Like Lady Gaga.
- Il 5 ottobre 2013 è stato proiettato per la prima volta, su Lifetime, il film House of Versace, basato su eventi realmente accaduti riguardanti la famiglia Versace. Gina Gershon interpreta il ruolo di Donatella Versace.
- La band americana hip-hop Migos ha incluso nel mixtape del 2013 Y.R.N (Young Rich Niggas) la canzone Versace, sulle cui note si è svolto il gran finale della sfilata della stilista di quell'anno a Milano. La stessa Versace appare nel video musicale.
- La comica-imitatrice Virginia Raffaele ha interpretato il suo personaggio durante la terza serata del Festival di Sanremo 2016, in una serata ad Amici di Maria De Filippi e nel proprio show Facciamo che io ero.
- Bruno Mars intitola un brano dall'album 24K Magic Versace on the Floor.
- L'attrice Penelope Cruz veste i panni della stilista nella seconda stagione della serie tv antologica American Crime Story.

## Vita privata
Donatella Versace ed il suo ex marito, il modello statunitense Paul Beck, hanno avuto due figli: Allegra (1986) e Daniel (1990). Aveva una sorella maggiore, Tina, morta per un'infezione da tetano all'età di dieci anni. È legata da vincoli parentali con l'atleta paralimpica Giusy Versace, essendo cugina del padre.
Per decenni ha vissuto una forte dipendenza da cocaina, con pesanti impatti sulla vita privata e professionale, superata grazie ad una terapia di disintossicazione in una clinica dell'Arizona durata quasi un anno. In seguito si è avvicinata al buddhismo.
Si tinge i capelli di biondo sin dall'età di 11 anni, persuasa del fratello Gianni, il quale era un grandissimo fan della cantante Patty Pravo.

## Filmografia

### Cinema
- Zoolander, regia di Ben Stiller (2001)
- Andy Warhol: The Complete Picture – documentario (2001)
- Il diavolo veste Prada, regia di David Frankel (2006)
- Valentino: L'ultimo imperatore, regia di Matt Tyrnauer (2008)
- Mademoiselle C, regia di Fabien Constant (2013)
- Dior and I, regia di Frédéric Tcheng (2014)
- Franca: Chaos and Creation, regia di Francesco Carrozzini (2016)
- Gaga: Five Foot Two, regia di Chris Moukarbel (2017)
- Jennifer Lopez: Halftime, regia di Amanda Micheli (2022)

### Televisione
- Fashion Awards – programma TV (1995-2002)
- E! True Hollywood Story – serie TV, 1 episodio (2004)
- Happy Birthday Elton! From Madison Square Garden, New York – speciale TV (2007)
- Quelli che... il calcio – serie TV, 1 episodio (2008)
- Oi! Fashion Rocks – film TV (2009)
- Outsiders – serie TV, 1 episodio (2017)